# Wentworth Club
Der Wentworth Club ist ein, 1926 gegründeter, privater Golfklub mit Erholungsressort in Virginia Water, Surrey am südwestlichen Rande von London, in der Nähe von Windsor Castle.
Der Wentworth Club verdankt seine Bekanntheit der Verbindung zum professionellen Golfsport. Er beherbergt drei 18-Loch-Kurse, darunter den berühmten Westkurs (West Course), und einen 9-Loch-Platz. Das Greenfee für den Westkurs beträgt derzeit (Sommer 2006) 285 £ und zählt zu den höchsten in Europa. Im Jahr 2004 wurde der Klub vom Modeindustriellen Richard Caring um 130 Mio. £ übernommen.
Das Hauptquartier der PGA European Tour ist hier beheimatet und jedes Jahr werden auf der Anlage die BMW PGA Championship sowie bis 2007 die HSBC World Matchplay Championship veranstaltet. Im Jahre 1953 war der Platz Austragungsort des Ryder Cup.
Gegenüber dem Wentworth Club befinden sich die Wentworth Gründe (Wentworth Estate) – eine der teuersten Grundstücke der Londoner Vororte und Wohnsitz vieler Spitzengolfer und anderer Berühmtheiten. Einer davon ist Ernie Els, gleichzeitig der world-wide touring professional des Klubs. Als anerkannter Golfplatzdesigner hat Els im Winter 2005/06 die Umgestaltung des Westkurses vorgenommen, diesen um etwa 280 Meter verlängert und um 30 Bunker bereichert.